# Sun Huei-Ning
Sun Huei-Ning (11 de noviembre de 1992) es una deportista taiwanesa que compitió en taekwondo. Ganó una medalla de bronce en los Juegos Asiáticos de 2014 en la categoría de –49 kg.

## Palmarés internacional
| Representando a China Taipéi |                         |                   |           |
| Juegos Asiáticos             |                         |                   |           |
| Año                          | Lugar                   | Medalla           | Categoría |
| 2014                         | Incheon (Corea del Sur) | Medalla de bronce | –49 kg    |